# Sierra de Herrera
La Sierra de Herrera es una sierra española situada en las comarcas de Campo de Daroca y la Comarca del Jiloca, entre las provincias de Zaragoza y Teruel, en Aragón. Forma parte de las serranías propias del Sistema Ibérico.

## Santuario de la Virgen de la Sierra
En el punto más alto de la sierra se erige una ermita o santuario en honor a la Virgen de la Sierra, cuyas primeras construcciones datan del siglo XVI, de las que se conservan únicamente posteriores, de los siglos XVII y XVIII. La ascensión a la misma parte desde la localidad de Herrera de los Navarros, en un sendero de Pequeño Recorrido de gran interés.

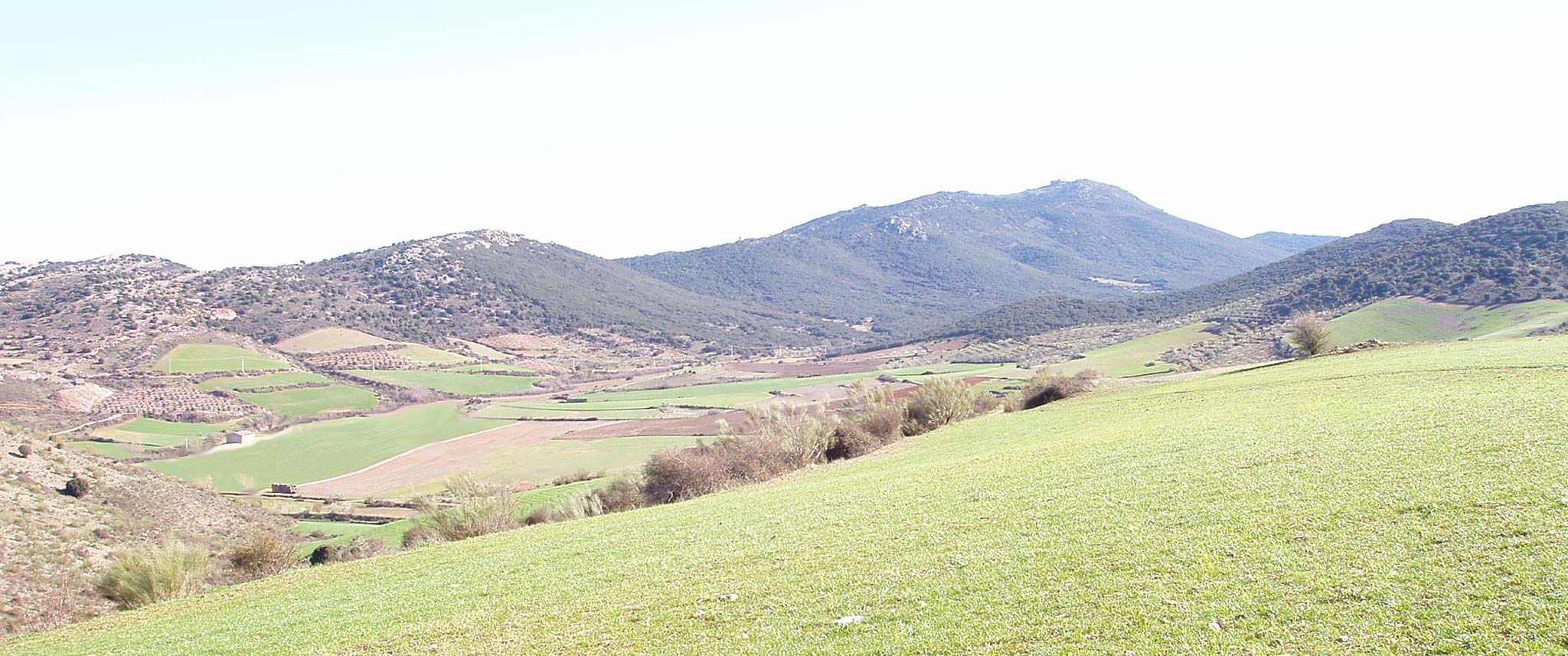
Campos de labor, pastizales y encinares en la Sierra de Herrera.

## Figuras de protección
La Sierra de Herrera está encuadrada en una serranía de la que forman parte también la Sierra del Águila, la Sierra del Peco, la Sierra de la Pajaranca y la Sierra Castellanos, en una zona protegida con la figura de Lugar de importancia comunitaria denominado "LIC Alto Huerva - Sierra de Herrera", parte de la Red Natura 2000.